# Кардам
Карда́м (болг. Кардам) — хан Болгарии с 777 по 802 год.

## Биография
В 791 году хан Кардам предпринял наступление на завоеванные Византией области в Македонии по реке Струме. Болгария претендовала на Македонию с её славянским населением. Неудачное контрнаступление Константина VI закончилось разгромом византийских войск у крепости Маркели, мир был заключен на условиях ежегодной выплаты болгарам дани:
В апреле месяце царь отправился в поход против болгар, дошел до крепости Провата и до ручья святого Григория, встретил Кардама, господина Болгарии, и после небольшого сражения вечером римляне оробевши ночью бежали и бесславно возвратились.
В следующем году византийцы снова выступили против болгар, но новая война лишь принесла им новое крупное поражение:
В июле месяце он выступил против болгар и построил крепость Макерлон. 20 июля вышел Кардамос, господин Болгарии, со всею своею силою и остановился в укреплениях. Царь по юношеской пылкости и обманутый лжегадателями, что победа ему принадлежит, неосторожно и не устроившись вступил в сражение и претерпел сильное поражение. Как беглец он возвратился в город, потерявши многих не только из простых воинов, но из людей правительственных, в том числе Михаила магистра Лаханодракона, Варду патриция, Стефана первого оруженосца, Хамея, Никиту и Феогноста, которые были военачальниками, и не малое число придворных, и Панкратия лжегадателя и астронома, который предсказал ему победу. Враги овладели обозом, деньгами, конями, шатром со всею царскою прислугою.
Спустя пять лет, в 796 году, император перестал платить дань, на что Кардам ответил угрозами:
Кардамос, господин Болгарии, объявил царю: или пришли мне дань по условию, или я дойду до златых врат и опустошу всю Фракию.
Император же отправил хану вместо очередного взноса конский навоз, сопроводив его письмом: «Какая прилична тебе дань, я посылаю». Рассвирепевший Кардам пригрозил дойти до Золотых Ворот столицы ромеев, на что Константин VI, издеваясь, отвечал: «Зачем тебе утруждать себя походом? Ты уже стар и дряхл, беспокойства тебе ни к чему, лучше я сам подойду к Маркеллам, а там — как рассудит Бог».
Война ничем не закончилась — Кардам отсиделся в лесах.